# Borneomunia
Borneomunia (Lonchura fuscans) är en fågel i familjen astrilder inom ordningen tättingar.

## Utseende och läte
Borneomunian är en helt mörkbrun munia, mörkast i ansiktet och på strupen. Adulta fåglar har tydligt silvergrå näbb, medan ungfågeln är ljusare och mer fläckad, med mörk näbb. Den hörs ofta i flykten, med kvittriga "chir-r-r-rip!", sorgsamma pipande ljud och mer dämpade "pip" och "tsip".

## Utbredning och systematik
Fågeln förekommer på Borneo, Natunaöarna, Banggaiöarna, Cagayan och Suluöarna. Den behandlas som monotypisk, det vill säga att den inte delas in i några underarter.

## Levnadssätt
Borneomunian hittas i lågland och lägre bergstrakter. Den påträffas i gräsmarker, snåriga skogsbryn och jordbruksbygd, framför allt kring risfält.

## Status
Arten har ett stort utbredningsområde och beståndet anses stabilt. Internationella naturvårdsunionen IUCN listar den därför som livskraftig (LC).